# 그리스 군사정권
그리스 군사정권(그리스어: Στρατιωτική δικτατορία στην Ελλάδα)은 1967년부터 1974년까지 그리스를 지배한 우익 군사정권을 일컫는다. 1967년 4월 21일 아침에 그리스 육군의 일부 대령들이 군사 정변을 일으키면서 시작됐으며, 1974년 7월 24일에 종식됐다.

## 1967년 쿠데타
1967년 그리스 군사 쿠데타는 요르요스 파파도풀로스의 주도로 그리스 사회주의 정부를 무너뜨리기 위하여 일으킨 쿠데타이다. 이 쿠테타 중 발생한 전투로 인해 파르테논 신전 일부가 파괴되기도 했다.
1967년 4월 21일 파파도풀로스가 지휘하는 군부대가 아테네로 진주하면서 쿠데타는 시작되었다. 이들은 친소 사회주의 공화국 정부를 무너뜨리고 미국의 지원을 받아 경제 성장을 이룬다는 명분을 내세웠다. 쿠데타는 성공했고, 쿠데타를 주도한 파파도풀로스는 그리스의 최고 실권자로 6년7개월 동안 군림하였다.

## 독재의 강화
1968년 3월 13일 전직 군인이자 저항 운동의 지도자 중 한 사람이었던 알렉산드로스 파나굴리스가 파파도풀로스를 암살하려고 했지만, 미수에 그쳤다. 이 사건을 구실로 파파도풀로스는 비밀 경찰에 의한 국민 감시와 검열 등에 의한 언론 통제를 강화했으며, 군사독재에 반대하는 정치인이나 시민들을 공산주의자라고 체포해 국외로 추방하거나 마크로니소스 섬에 수감하였다.
파파도풀로스는 이러한 악정을 공산주의의 반격에 대항하기 때문이라는 반공논리로 정당화했지만, 국제앰네스티에선 군사 정권시절 많은 그리스 사람들이 받은 고문에 대해 자세히 기록하였다.
파파도풀로스는 1973년 6월 1일 대통령으로 취임하였고, 같은 해 9월에 문민 출신의 스피로스 마르케지니스를 총리로 지명해 형식적으로 민정이양하였다.

## 군사 정권의 종식
1973년 11월 17일 아테네 과학기술대학교에서 파파도풀로스 독재에 반대하는 학생들이 항쟁을 일으켜서 군사 독재 정권의 기반이 흔들리기 시작했다. 그 직후인 11월 25일, 자신의 심복으로서 비밀 경찰의 장관이었던 디미트리오스 요안니디스가 쿠데타를 일으켰고, 파파도풀로스는 실각해 자신의 집에 연금되었다.
쿠데타 후 성립된 페돈 이지키스의 군사 독재 정권도 디미트리오스가 장악한 그리스 군사혁명 위원회가 1974년 7월 15일에 에노시스 운동파를 조종해 키프로스에서 쿠데타를 일으킨 5일 후에 터키가 키프로스를 침공하자 그리스 해군과 공군이 군사 정권에 반기를 들어 붕괴되었다.

## 같이 보기
- 요르요스 파파도풀로스